# Сак-Сок (группа)
«Сак-Сок» — известная татарская фолк-рок-группа из Набережных Челнов, образованная в 1990 году.

## История группы
В 1990 году в Набережных Челнах четверо музыкантов под влиянием «Битлз», «Роллинг стоунз» и «Дип Пёпл» решили собрать собственную группу. Не случайно было выбрано и название коллектива. Сак и Сок — это герои одноименной башкирской, татарской и чувашской народной легенды:
Однажды, рассказывает миф, дивы, желая погубить людей, соорудили высокую стену, которая закрыла солнце. Землю сковал лёд, и всему живому стала грозить гибель. Но алп Субан смог разбить стену дивов и вернул людям свет и тепло. Когда он разбивал стену, жена алпа - покровительница домашнего очага, молодожёнов и утренней зари Тэббиче Чакчак - велела своим детям, Саку и Соку, помочь отцу и отнести ему железную стрелу, разбивающую всё. Но сыновья стали драться за право нести стрелу, и Чакчак прокляла их за промедление, а Бог Тангра обратил их в ночных птиц. Когда дети захотели увидеться с родителями, то не смогли этого сделать: ведь Субана и Чакчак всегда окружал свет. Только когда Сак и Сок осознали свой проступок и стали храбро помогать людям, Тангра вернул им право жить при свете и видеться с отцом-матерью...
Музыканты стали смешивать татарские народные напевы со звуком электрогитар — получился татарский фолк-рок. Поддержку группе оказывал Фонд культуры «КамАЗа».
Дебютный альбом 1993 года символично назывался «The First Lesson Of Tatar» (Liga Records).. Записан он на немецкой студии CAS Studio Маратом Сайфутдиновым (клавишник, программирование, постановка), Захиром Насыбуллиным (вокал), Оскаром Акчуриным (вокал) из Узбекистана, при участии известного  барабанщика,шоумена и руководителя известной джаз-рок группы "ГУНЕШ" из Туркмении Ришада Шафиева, (к огромному сожалению, безвременно ушедшего) и немецких музыкантов: Питера Бизарра (клавиши, программирование), Волкера Конрада (гитара), Тони Кларка из США (гитара), Вернера Корала (бас). Также был записан миньон «300 Years Later…» на английском языке при участии барабанщика Йорга Михаэля, который был издан уже после распада группы. Команда распалась, просуществовав всего пять лет.
Группа дала множество концертов и обрела известность не только среди населения республики Татарстан, но и далеко за её пределами. Наиболее известные выступления:
- Дважды на международном фестивале «Голос Азии» в Казахстане.
- На международном фестивале татарской песни «Ќиде Йолдыз» в Казани.[8]

Лидер-вокалист группы Захир Насыбуллин на сегодняшний день записывает сольные альбомы. Время от времени он реанимирует проект «Сак-Сок». Выступает в составе группы «Яр-Бенд», играющего каверы на «Битлз».
Марат Сайфутдинов занялся журналистикой и книгоизданием. Ринат Гатауллин так же, как и Захир, является основным звеном проекта "Яр-Бенд". Ринат - это ещё и группа "Движение и покой" (Москва), и группа "U-super" (Москва).
Оскар Акчурин  последние 20 лет проживает в США и занимается собственными музыкальными проектами. Записывает альбомы и видеоклипы, выступает в различных  программах и клубах.

## Дискография
- The First Lesson Of Tatar (1993)
- 300 Years Later… (1996)

## Состав
- Захир Насыбуллин — лидер-вокал
- Оскар Акчурин — вокал
- Марат Сайфутдинов — гитара, музыкальный руководитель
- Сиразетдин Фарукшин, он же — Сергей Фурукин — клавишные
- Фарит Хайбуллин — бас
- Дамир Камалов, он же — Дмитрий Качалов — ударные
- Ринат Гатауллин — ударные, программирование